# بيلفال بوا دي دام
بيلفال بوا دي دام هي بلدية فرنسية تقع في إقليم الأردين في منطقة غراند إيست. 

## معرض صور

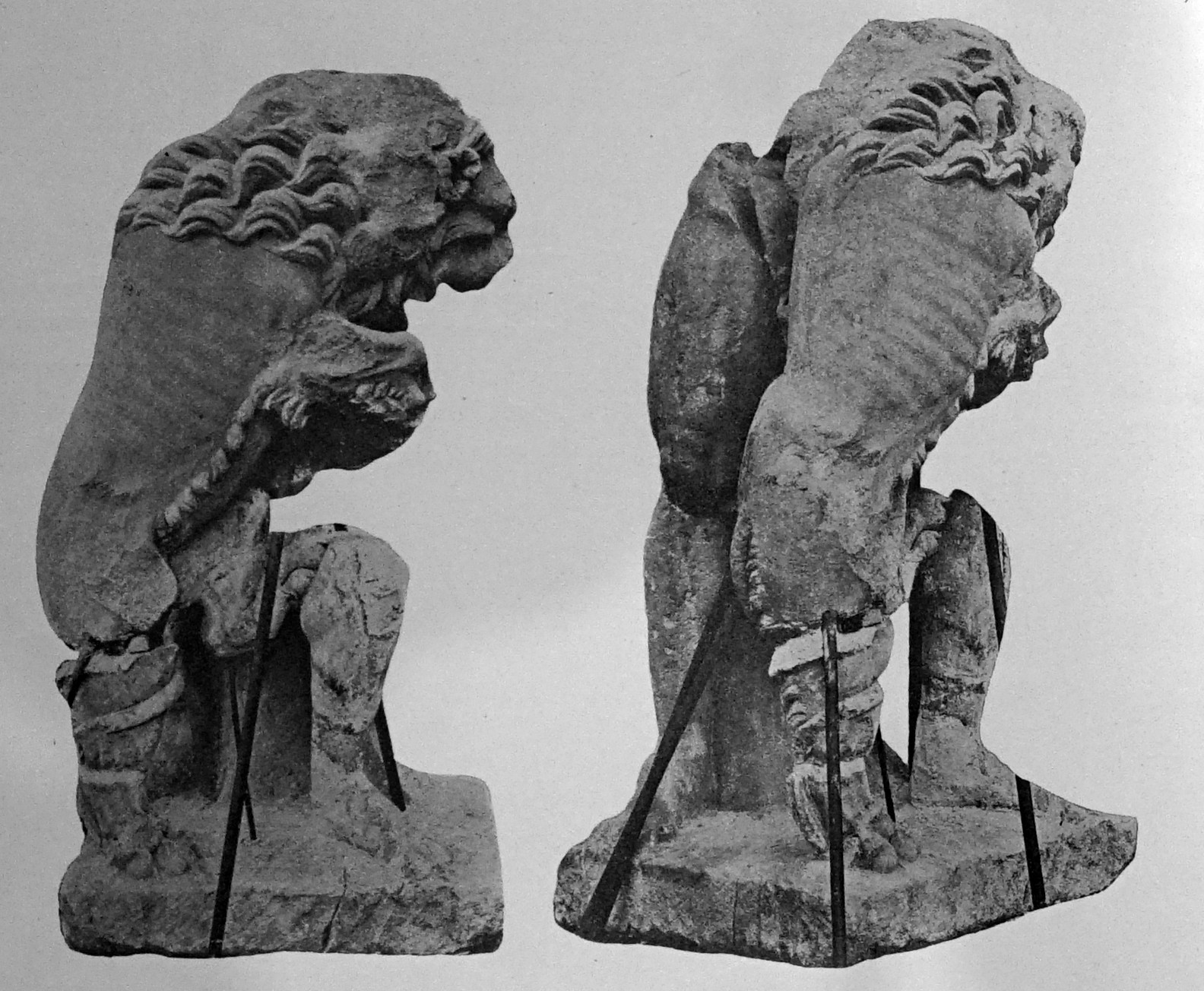
أسد يقاتل رجلًا،
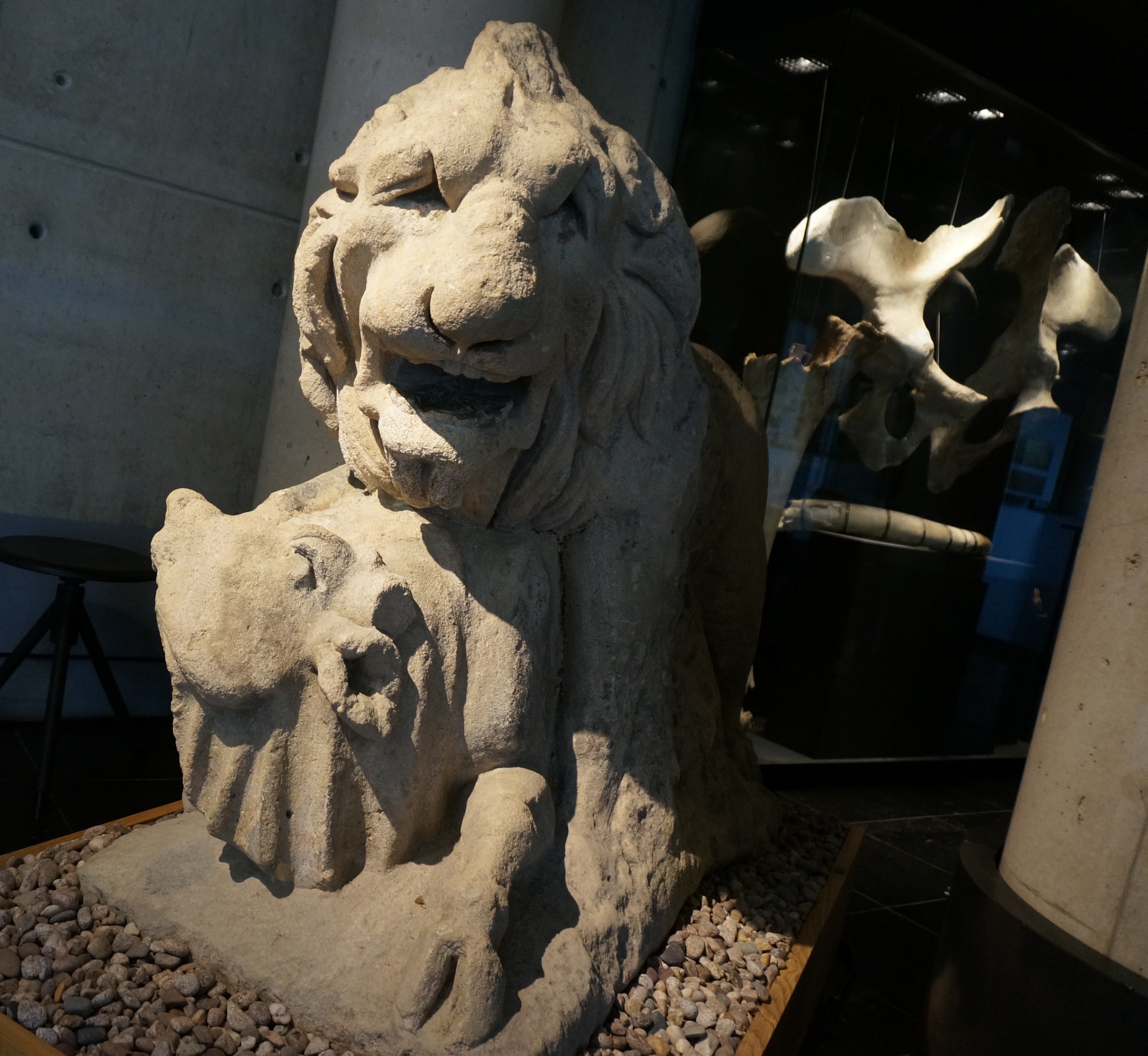
أسد يقتل ثورًا،
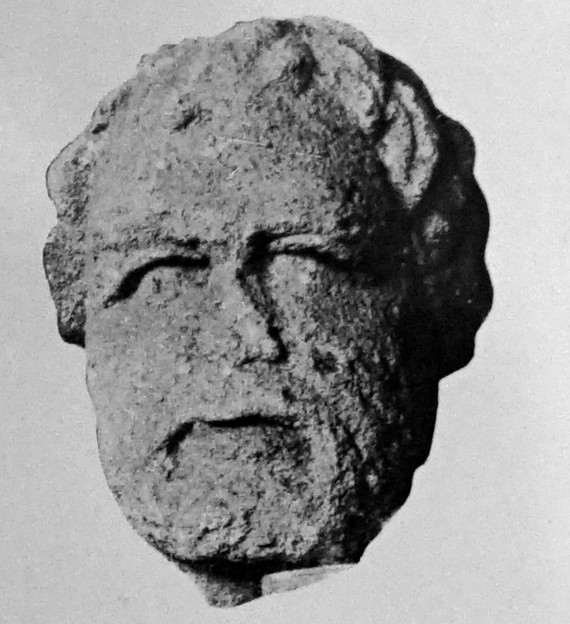
في متحف الأردين .